# 우사미 히로카즈
우사미 히로카즈(일본어: 宇佐美 宏和, 1987년 6월 18일 ~ )는 일본의 전 축구 선수이다.

## 구단 경력
그는 2010년부터 202년까지 J리그의 도치기 SC, 쇼난 벨마레, 몬테디오 야마가타, 후쿠시마 유나이티드 FC에서 활동하였다.